# Rudolfina
Rudolfina je žensko osebno ime.

## Izvor imena
Ime Rudolfina je ženska oblika moškega osaebnega imena Rudolf.

## Pogostost imena
Po podatkih Statističnega urada Republike Slovenije je bilo na dan 31. decembra 2007 v Sloveniji število ženskih oseb z imenom Rudolfina: 14.

## Osebni praznik
Osebe z imenom Rudolfina lahko praznujejo god takrat kot osebe z imenom Rudolf.